# 오스트리아 U-20 축구 국가대표팀
오스트리아 U-20 축구 국가대표팀(독일어: österreichische Fußballnationalmannschaft der U-20-Junioren)은 오스트리아를 대표하는 20세 이하의 축구 국가대표팀으로, 오스트리아의 축구 관리 기관인 오스트리아 축구 협회의 관리를 받는다. FIFA U-20 월드컵에 4번 참가해 2007년에 4위를 기록했다.

## 역대 감독
| 감독            | 임기 |
| --------------- | ---- |
| 헤리베르트 베버 | 1995 |